# Helena Jaklitsch
Helena Jaklitsch (Novo Mesto, 1º luglio 1977) è una politica e storica slovena, dal 13 marzo 2020 ministro per gli Sloveni all'estero nel Governo Janša III.

## Biografia
Laureatasi in Storia e Sociologia presso la Facoltà di Belle Arti dell'Università di Lubiana nel 2002, ha in seguito ottenuto una laurea magistrale presso il dipartimento di Storia dell'ateneo della capitale slovena. Tra il 2005 ed il 2014 ha ricoperto alcuni incarichi presso il Ministero della Giustizia sloveno. Nel 2014 è passata a lavorare presso due differenti uffici presso il ministero della cultura sloveno. Nel 2016 ha ultimato il dottorato con una tesi sui campi profughi per sloveni in Italia ed in Austria nel secondo dopoguerra.